# Avon Championships of Cincinnati 1980
Avon Championships of Cincinnati 1980 — жіночий тенісний турнір, що проходив на закритих кортах з килимовим покриттям Riverfront Coliseum у Цинциннаті (США). Належав до Avon Championships Circuit 1980. Турнір відбувся вперше і тривав з 7 січня до 13 січня 1980 року. Друга сіяна Трейсі Остін здобула титул в одиночному розряді й отримала за це 30 тис. доларів США.

## Фінальна частина

### Одиночний розряд
Трейсі Остін —  Кріс Еверт-Ллойд 6–2, 6–1
- Для Остін це був перший титул в одиночному розряді за сезон і 11-й — за кар'єру.

### Парний розряд
Лора Дюпонт /  Пем Шрайвер —  Міма Яушовец /  Енн Кійомура 6–3, 6–3

## Розподіл призових грошей
| Дисципліна       | П       | F       | ПФ     | ЧФ     | 1/8    | 1/16   |
| Одиночний розряд | $30,000 | $15,000 | $7,000 | $3,500 | $1,750 | $1,000 |